# جغرافیای سنت کیتس و نویس

موقعیت سنت کیتس و نِویس در آمریکای شمالی.

سنت کیتس و نِویس یک کشور جزیره‌ای دوقلو با مساحت کل خشکی تنها ۲۷۰ کیلومتر مربع در قاره آمریکای شمالی است. جزیره سنت کیتس، بزرگتر بین این دو، ۱۸۰ کیلومتر مربع مساحت دارد و در عرض جغرافیایی ۱۷٫۳۰ شمالی و طول جغرافیایی ۶۲٫۸۰ غربی واقع شده است. نویس ۹۳ کیلومتر مربع مساحت دارد و در عرض جغرافیایی ۱۷٫۱۰ شمالی، طول جغرافیایی ۶۲٫۳۵ غربی، و تقریباً در ۳ کیلومتری جنوب شرق سنت کیتس واقع شده است. این جزایر حدود یک سوم مسیر از پورتوریکو تا ترینیداد و توباگو هستند. جزایر سنت کیتس و نویس آتشفشانی و کوهستانی است. پایتخت این کشور شهر باستر است.
جزایر سنت کیتس و نویس بخشی از گروه جزایر بادپناه از آنتیل کوچک هستند. آنها در حدود ۱۱۳ کیلومتری جنوب آنگویلا و ۳۰۰ کیلومتری جنوب شرقی پورتوریکو قرار دارند. تنگه باریکی به عرض ۳٫۲ کیلومتر این دو جزیره را از هم جدا می‌کند.

## جغرافیای فیزیکی

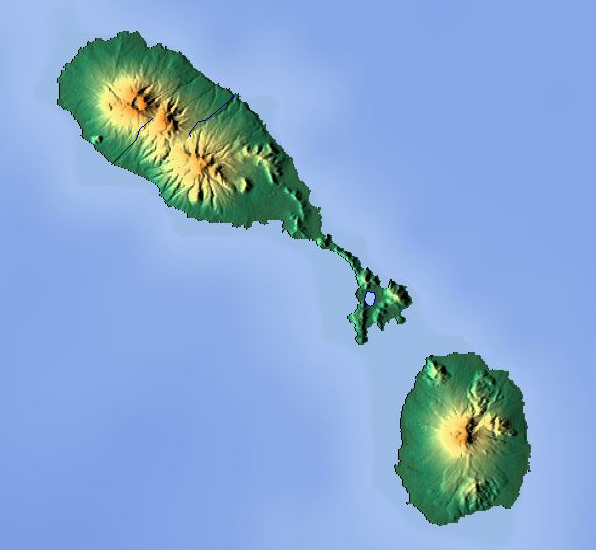
ناهمواری‌های سنت کیتس و نویس.

مساحت کل خشکی گشور ۲۶۹ کیلومتر مربع است. از نظر زمین‌شناسی، سنت کیتس و نویس تپه‌ای یا کوهستانی و منشأ آتشفشانی است که قله‌های مجاور را در زنجیره‌ای از کوه‌های آتشفشانی نیمه‌زیرآبی نشان می‌دهد. هر دو جزیره در معرض فعالیت لرزه‌نگاری زیرزمینی هستند که گاهی منجر به زلزله می‌شود. رسوبات گدازه در سمت بادگیر سنت کیتس گواهی بر گذشته آتشفشانی این منطقه است.

### سنت کیتس
سنت کیتس، بزرگتر بین این دو جزیره، با ۱۶۸ کیلومتر مربع وسعت، به شکل بیضی با گردنی بلند و شبه‌جزیره‌ای کوچک در انتهای جنوب شرقی آن است. این شبه جزیره مسطح است و از برکه‌های نمک و سواحل سفید تشکیل شده است. کوه‌های بلند در بخش مرکزی جزیره امتداد یافته و از جنوب شرقی به شمال غربی کشیده شده‌اند. کوه لیامویگا، مخروط آتشفشانی خفته با ارتفاع ۱۱۵۶ متر، بلندترین نقطه جزیره است. تالار بریمستون در ضلع جنوب غربی جزیره، ۲۲۹ متر ارتفاع دارد و از سنگ‌های آتشفشانی پوشیده شده با لایه‌ای از سنگ آهک تشکیل شده است.
خاک حاصلخیز سنت کیتس به خوبی آبیاری می‌شود، زهکشی کافی دارد و معمولاً به آبیاری کمی نیاز دارد. مناطق جنگلی ۴۵۰۰ هکتار خشکی‌ها را شامل می‌شود و شامل جنگل‌های بارانی در ارتفاعات پایین و جنگل‌های همیشه‌سبز بالای ۲۵۰ متر است. ۷۷۰۰ هکتار زمین مناسب کشاورزی وجود دارد که بیشتر خاک آن از پایه رسی تشکیل شده است. مشکل فرسایش حاد تا اواخر دهه ۱۹۸۰ در بخش‌های خاصی از جزیره ادامه داشت. فرسایش در نتیجه کمبود مواد معدنی ناشی از عدم آیش، چرای بی‌رویه، و کشت مخلوط ناکافی بود.

### نویس
نویس مخروطی شکل است و ده کیلومتر عرض و سیزده کیلومتر طول دارد و وسعت آن نود و سه کیلومتر مربع است. قله نویس در مرکز زنجیره‌ای از کوه‌ها، بلندترین نقطه جزیره با ۹۶۵ متر ارتفاع است. دامنه‌های ناهموار و جنگلی آن به آرامی از دریا بلند می‌شوند. خاک روی قله نویس هوازده است. خاک‌های همه جای نویس عموماً حاصلخیزتر از خاک‌های سنت کیتس هستند و فرسایش بسیار بدتری را تجربه کرده‌اند. آب در ارتفاعات زیاد است. فصل بارانی در نویس وجود ندارد، اما رگبارها ممکن است سیل‌آسا باشند. چندین چشمه آب گرم معدنی در این جزیره وجود دارد.

## آب و هوا

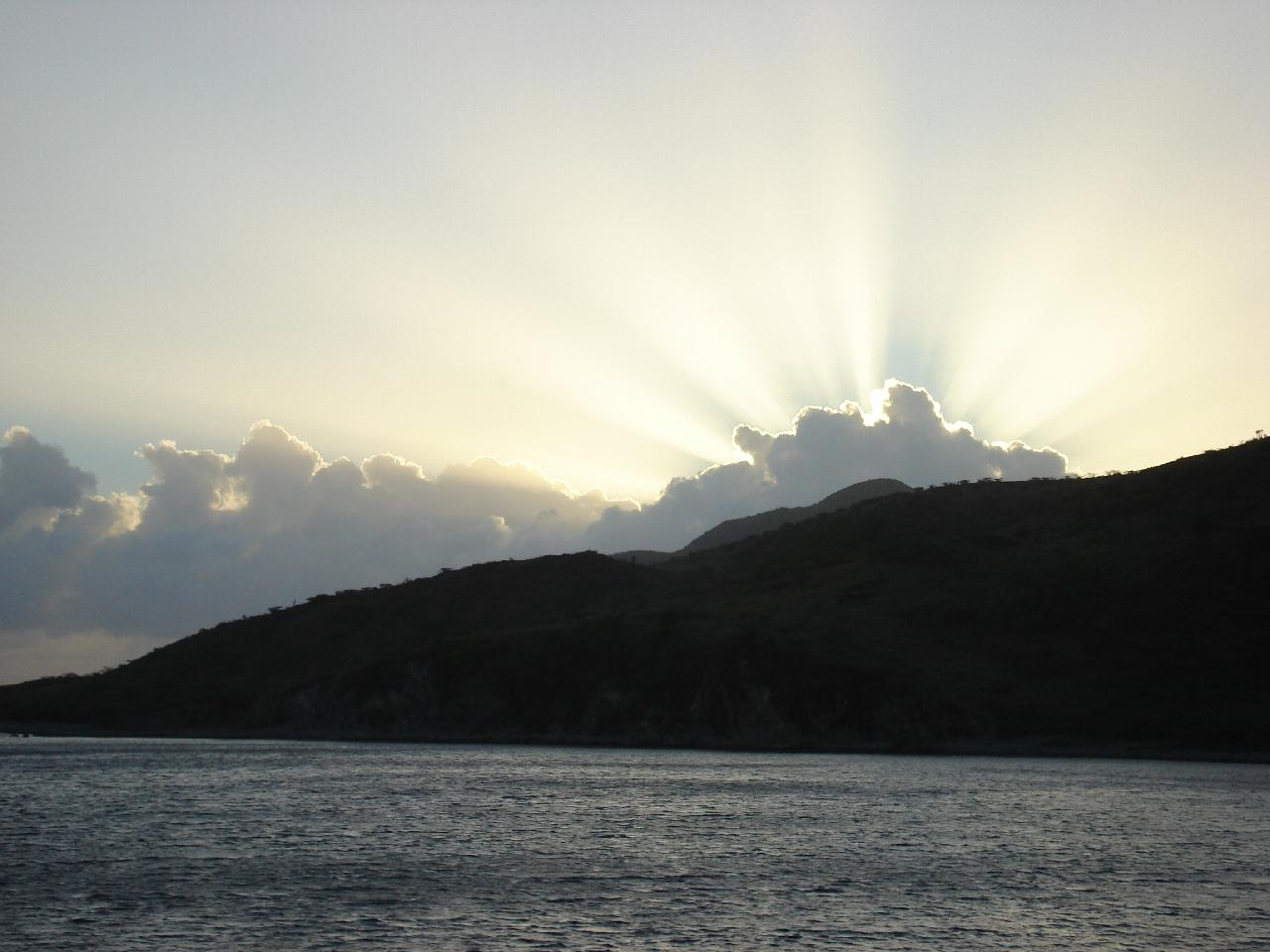
خورشید پشت ابرها

سنت کیتس و نویس هر دو دارای آب و هوای استوایی هستند که توسط بادهای بسامان شمال خاوری تعدیل شده است. تغییرات روزانه یا فصلی کمی وجود دارد. دما معمولاً بین ۱۸ تا ۳۲ درجه سانتی‌گراد و میانگین تقریباً ۲۶ درجه سانتی‌گراد متغیر است. در ارتفاعات بالاتر دما کمتر است. رطوبت به‌طور کلی حدود ۷۰ درصد است. میزان بارندگی سالانه بین ۱۰۰ تا ۳۰۰ سانتی‌متر متغیر است. هیچ‌کدام از این دو جزیره فصل بارانی مشخصی را که در بسیاری از جزایر دیگر کارائیب وجود دارد، ندارند. بادها عمدتاً شرقی هستند و به ندرت از نوزده کیلومتر در ساعت تجاوز می‌کنند به جز در فصل طوفان جزایر که از ژوئیه تا سپتامبر رخ می‌دهد.

## زمین‌شناسی
جزیره سنت کیتس تقریباً منحصراً از سنگ‌های آتشفشانی آندزیت یا کانی‌شناسی داسیتی تشکیل شده است. زمین‌شناسی آن شبیه به جزایر آتشفشانی دیگر در مجمع‌الجزایر آنتیل کوچک است. این جزایر قله‌های یک رشته کوه زیرآبی هستند که مرز شرقی صفحه را تشکیل می‌دهد که به عنوان صفحه زمین‌ساختی کارائیب شناخته می‌شود. سنت کیتس جهتگیری شمال باختری-جنوب خاوری دارد و حدود ۸۰ کیلومتر طول و ۱۶ کیلومتر پهنا دارد. کل این گروه از جزایر از نظر زمین‌شناسی جوان هستند و احتمالاً کمتر از ۵۰ میلیون سال پیش، در دوران میوسن، شروع به شکل‌گیری کرده‌اند. فعالیت آتشفشانی در امتداد یال‌های این کمان در دوران میوسن رخ داده و از آن زمان تاکنون ادامه دارد.
نویس جزیره ای آتشفشانی است که شکل‌گیری خود را در اواسط دوره پلیوسن (تقریباً ۳٫۴۵ میلیون سال پیش) آغاز کرد. با این حال، این جزیره شامل شماری از کانون‌های فوران مجزا است که سن آنها از اواسط پلیوسن تا پلیستوسن متغیر است. این از درست کردن هر مدل واحدی از تکامل زمین‌شناسی جزیره جلوگیری می‌کند. زمین‌شناسی نویس را می‌توان به چهار واحد غیررسمی تقسیم کرد: آتشفشانی کانون‌های فوران، سنگ‌های آتشفشانی - آذرآواری‌ها و گِل‌رودها، نهشته‌های رودخانه‌ای و دریاچه‌ای و سواحل برجسته.